# HD 29645
HD 29645，又名BD+37 954，SAO 57377、HR 1489，是一颗恒星，视星等为5.99，位于銀經164.66，銀緯-5.27，其B1900.0坐标为赤經4h 35m 2.3s，赤緯+38° -5.27′ 20″。